# بسمة بنت طلال
بسمة بنت طلال (11 مايو 1951 -) أميرة أردنية من العائلة الهاشمية ، هي ابنة ملك الأردن الأسبق طلال بن عبد الله والملكة زين الشرف والأخت الوحيدة للملك الراحل الحسين بن طلال، وعمة ملك المملكة الأردنية الهاشمية الحالي عبد الله الثاني.
ولدت في مدينة عمّان بالأردن، وتلقت تعليمها الابتدائي في المدرسة الأهلية للبنات في الأردن، ثم واصلت تعليمها الثانوي في بريطانيا، إلى أن التحقتبجامعة أوكسفورد وحصلت على شهادة الدكتوراه في مايو 2001 حيث تخصصت في اللغات. حيث كانت الأطروحة بعنوان «التنمية السياقية في الأردن: ساحة المانحين والدولة والمنظمات غير الحكومية» وهي تتحدث اللغة الإنجليزية بطلاقة وتتحدث الفرنسية ودرست الإسبانية أيضا.
عملت لما يقرب من ثلاثين عامًا على المستوى الوطني والإقليمي والدولي للترويج لمجموعة من القضايا العالمية، وعلى الأخص في مجالات التنمية البشرية، والمساواة بين الجنسين وتمكين المرأة، ورفاه الأطفال ونمائهم.

## مساهماتها ومشاركاتها في الحياة العامة
في سنة 1977 عهد إليها شقيقها الملك حسين بمسؤولية إدارة صندوق الملكة علياء للعمل الاجتماعي التطوعي الأردني. ولتحقيق هدف الصندوق في المشاركة بتطوير العمل الاجتماعي التطوعي قامت بزيارات إستطلاعية مكثفة لمختلف مناطق المملكة للتعرف على القضايا الاجتماعية. كما أشرفت على إعداد الدراسات الاجتماعية لهذه القضايا وبناء جسور التعاون مع الدول العربية والمؤسسات والهيئات الدولية. وقد تمكن الصندوق برئاستها من إقامه عدد من المشاريع الاجتماعية لخدمة المعاقين والتنمية الاجتماعية، هذا إلى جانب مواصلة الدعم للجمعيات والمؤسسات الاجتماعية القائمة في الأردن.
لها نشاطات فاعلة خارج الأردن من خلال منتديات مختلفة مثل الأمم المتحدة ، حيث تساهم في الاستراتيجيات العالمية المتعلقة بالصحة والتعليم والسكان والبيئة والنهوض بالمرأة. وتشارك بشكل خاص في دعم تنفيذ برامج التنمية المستدامة التي تلبي الاحتياجات الاجتماعية والاقتصادية للفئات المهمشة.
أما على المستوى الدولي، فالأميرة بسمة هي سفيرة فخرية للتنمية البشرية لبرنامج الأمم المتحدة الإنمائي (UNDP) وسفيرة النوايا الحسنة لهيئة الأمم المتحدة للمساواة بين الجنسين وتمكين المرأة (هيئة الأمم المتحدة للمرأة). وهي أيضًا سفيرة النوايا الحسنة العالمية لصندوق الأمم المتحدة للسكان ، وكذلك المبعوث الخاص للمنظمة الدولية للهجرة (IOM).وبصفتها متحدثة رسمية معروفة في الأردن والعالم العربي والإسلامي، كثيراً ما تتم دعوتها للمشاركة في الاجتماعات الدولية.
كما تعمل كعضو في مجلس جامعة الأمم المتحدة للسلام، وعضو في المجلس الاستشاري لمركز الدراسات المتقدمة في العالم العربي، الذي أنشأته بالاشتراك مع جامعات إدنبرة ومانشستر ودرهام.
أما في الأردن، فهي راعية نشطة للشرطة النسائية، وجمعية الشابات الأردنيات المسيحية، ومجلس المدارس الخاصة، وأندية الإنرويل، والتحالف العربي للنساء في الموسيقى، والمركز الإعلامي للمرأة العربية، وعضو مجلس كلية الدراسات العليا في الجامعة الأردنية.

## حياتها الأسرية
تزوجت من السيد تيمور داغستاني الذي كان سفير الأردن الأسبق لدى المملكة المتحدة وأنجبا:
- فرح ( 25 مارس 1971).[2]
- غازي ( 21 يوليو 1974).

ثم تزوجت لاحقا من وليد الكردي، ولديهما من الأبناء:
- سعد ( 8 نوفمبر 1982).
- زين الشرف (1 يونيو 1986).

ولديها اليوم ثمانية من الأحفاد وهم :
- فاطمة الزهراء (11 أكتوبر 2005)، زين الشرف (5 أكتوبر 2007)، عبد العزيز (18 يونيو 2010) أبناء فرح الداغستاني.[4][5]
- عائشة (1 يونيو 2007) إبنة غازي.[6]
- إيمان (22 فبراير 2009). [بحاجة لمصدر]
- بسمة (17 يونيو 2017) وهيا (13 أغسطس 2018- ) بنات سعد.[7]
- عالية (5 أكتوبر 2007) إبنة زين الشرف.[8]